# Pfarrkirche St. Nikolai im Sölktal

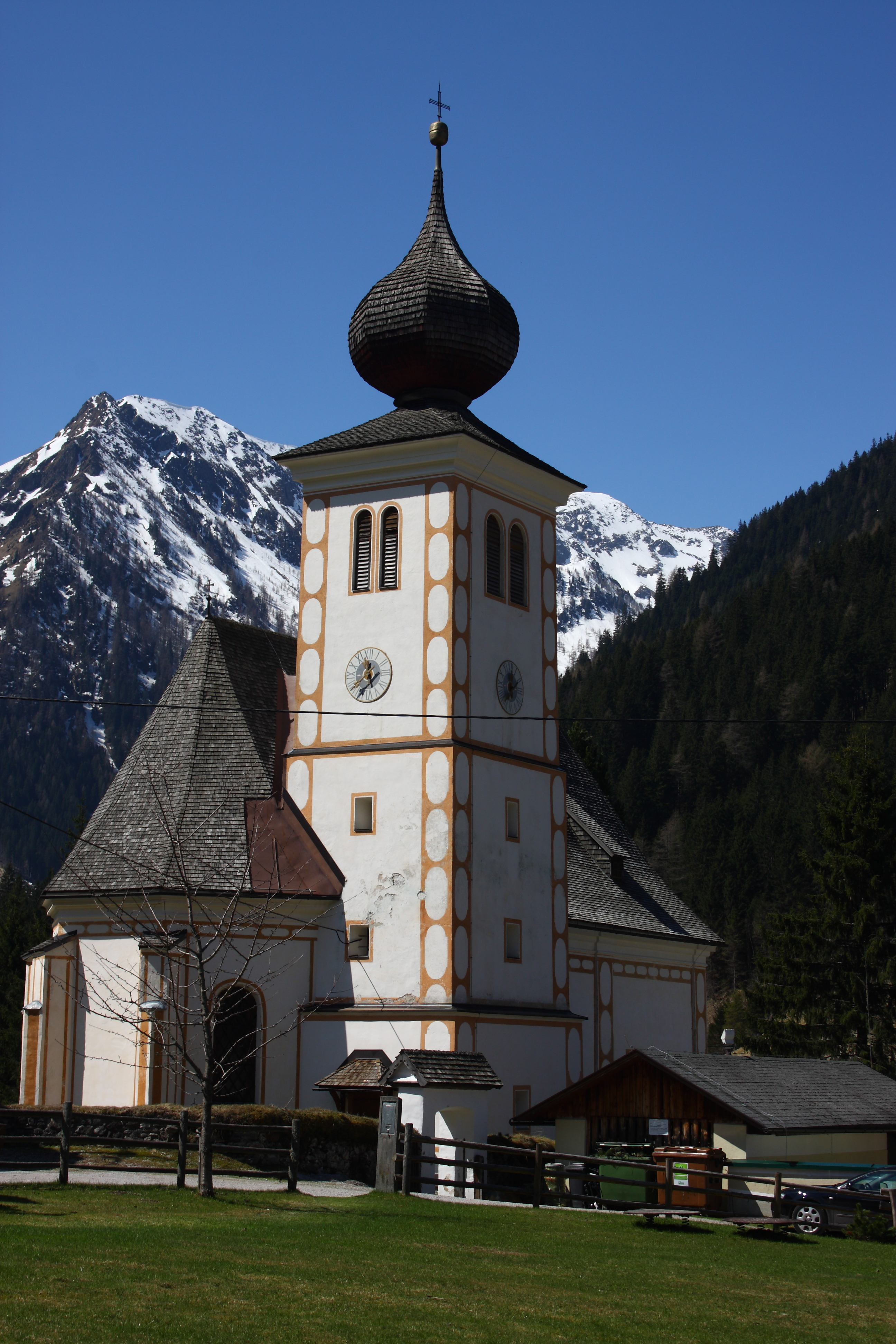
Katholische Pfarrkirche hl. Nikolaus in St. Nikolai im Sölktal

Die römisch-katholische Pfarrkirche St. Nikolai im Sölktal – auch Pfarrkirche St. Nikolai in der Sölk – steht im Ortszentrum des Ortes Sankt Nikolai im Sölktal in der Gemeinde Sölk im Bezirk Liezen in der Steiermark. Sie ist dem heiligen Nikolaus geweiht und gehört zum Seelsorgeraum Oberes Ennstal der Diözese Graz-Seckau.

## Geschichte
1338 erfolgte die Kirchenstiftung durch Niklas von Tann. Die erste urkundliche Erwähnung stammt von 1480. Seit 1859 ist die Kirche eine eigenständige Pfarre, zuvor war sie eine Filialkirche der Pfarre Gröbming. Laut Inschrift an der Westfassade wurde die Kirche im Jahr 1557, laut Chronogramm am Triumphbogen jedoch erst 1609 umgebaut. Eine Restaurierung erfolgte 1957.

## Kirchenbau

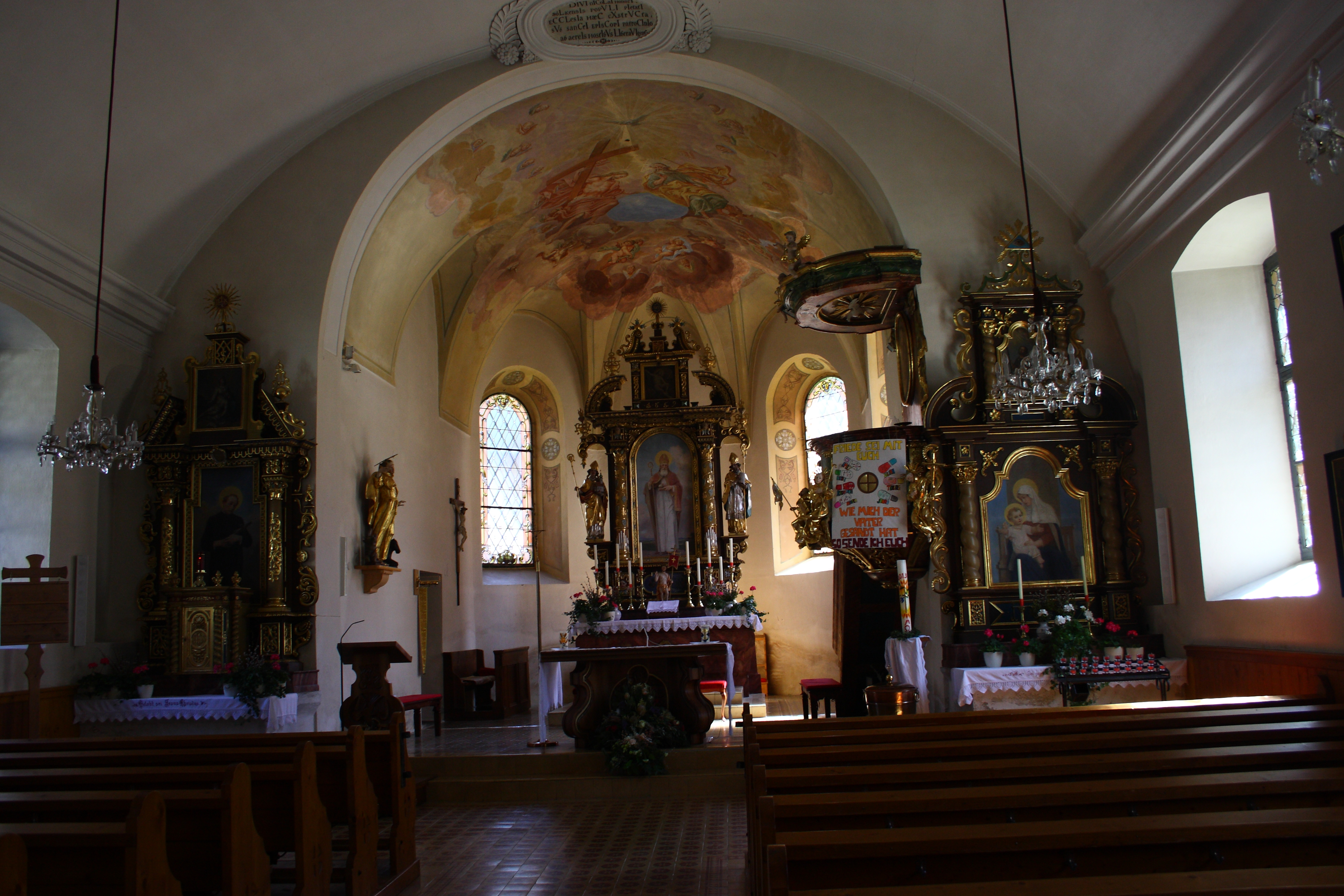
Im Langhaus zum Chor

Die Kirche hat ein breites Langhaus mit einem Tonnengewölbe und einen gotischen Chor mit einem 3/8-Schluss, außen abgetreppte Strebepfeiler. Die Gewölberippen des Chorgewölbes wurden entfernt. Im Gewölbe ist ein Fresko aus dem zweiten Viertel des 18. Jahrhunderts, das die Heiligste Dreifaltigkeit darstellt. Die Westempore wurde Ende des 17. Jahrhunderts aus Holz errichtet. In den Brüstungsfeldern sind Bilder der Zwölf Apostel aus der Bauzeit der Empore. 1960 wurden die Bilder bei einer Restaurierung der Empore großteils übermalt. Im nördlichen Chorwinkel steht der mächtige, dreigeschoßige Kirchturm mit Ecklisenen und Schindel gedecktem Zwiebelturm. Die beiden unteren Geschoße stammen aus der Gotik.

## Ausstattung
Der Hochaltar wurde laut Sockelinschrift 1658 gestiftet. Der mit Knorpelwerkornamentik verzierte Altar entstand laut Datierung am Aufsatz 1659. Das heutige Altarbild und der Tabernakel entstanden Ende des 19. Jahrhunderts.
Der linke Seitenaltar entstand zwischen 1670 und 1680, der rechte Seitenaltar ist mit 1743 datiert. Beide Altäre haben neuere Altarbilder. Die Kanzel stammt aus dem zweiten Viertel des 18. Jahrhunderts. Am Kanzelkorb sind drei Ordensheilige, unter anderem der heilige Johannes Capistranus und der heilige Bonaventura.
Die in der Kirche stehende Statue des heiligen Leonhard aus der Werkstatt des Bildhauers Balthasar Prandtstätter wurde im zweiten Viertel des 18. Jahrhunderts geschaffen.
Im Kirchturm hängen zwei Glocken. Die Eine wurde 1712 von der Grazer Glockengießerei Florentin Streckfuß gegossen, die Zweite entstand 1720 in der Glockengießerei von Franz Anton Pigneth.